# Sternostomoides
Sternostomoides es un género de ácaros perteneciente a la familia Rhinonyssidae.

## Especies
Sternostomoides Bregetova, 1965
- Sternostomoides graculi Butenko, 1999
- Sternostomoides numerovi Butenko, 1999
- Sternostomoides turdi